# Harry Holm
Harry Holm (Randers, 1902. szeptember 14. – Esbjerg, 1987. december 25.) olimpiai bajnok dán tornász.
Az 1920. évi nyári olimpiai játékokon indult tornában és a szabadon választott gyakorlatok csapatversenyben aranyérmes lett.
Klubcsapata a Hermod volt.